# 日本三蕊柳
日本三蕊柳（学名：Salix triandra var. nipponica）为杨柳科柳属下的一个变种。

## 扩展阅读
- 維基物種上的相關：日本三蕊柳